# Subirats
Subirats település Spanyolországban, Barcelona tartományban. Lakosainak száma 3281 fő (2024).

## Földrajza
Subirats Sant Sadurní d’Anoia, Gelida, Cervelló, Vallirana, Olesa de Bonesvalls, Avinyonet del Penedès, La Granada, Santa Fe del Penedès, El Pla del Penedès és Torrelavit községekkel határos.

## Népesség
A település lakosságának változását az alábbi diagram mutatja:
| Lakosok száma | 394  | 3194 | 2950 | 2629 | 2117 | 2736 | 3099 | 3029 | 3044 | 3281 |
|               | 1717 | 1887 | 1936 | 1960 | 1986 | 2004 | 2009 | 2014 | 2019 | 2024 |